# Fëdor Davydovič Kulakov
Fëdor Davydovič Kulakov (in russo Фёдор Давыдович Кулаков?; Fitiž, 4 febbraio 1918 – Mosca, 17 luglio 1978) è stato un politico sovietico.

## Biografia
Terminato l'Istituto tecnico agricolo di Ryl'sk nel 1938, si iscrisse nel 1940 al Partito Comunista di tutta l'Unione e fu attivo nel Komsomol. Nel 1955 entrò nel governo della RSFS Russa, fino al 1959 come viceministro dell'agricoltura e nell'anno successivo come ministro dei prodotti di panetteria. 
Membro del Comitato Centrale del PCUS dal 1961, fece parte della Segreteria dal 1965 e del Politburo dal 1971.
Morirà nel 1978 per un infarto, venendo sostituito dal suo collaboratore Michail Gorbačëv.